# Canoe ocean racing ai III Giochi del Mediterraneo sulla spiaggia
Le gare di canoe ocean racing ai III Giochi del Mediterraneo sulla spiaggia si sono svolte il 15 settembre 2023 a Heraklion, in Grecia.

## Podi
| Evento         | Oro                | Argento          | Bronzo       |
| 10km maschile  | Walter Bouzán      | Bernardo Pereira | Hector Henot |
| 10km femminile | Judit Verges Xifra | Thais Delrieux   | Amaia Osaba  |

## Medagliere
| Posiz. | Nazione    | Oro | Argento | Bronzo | Totale |
| ------ | ---------- | --- | ------- | ------ | ------ |
| 1      | Spagna     | 2   | 0       | 1      | 3      |
| 2      | Francia    | 0   | 1       | 1      | 2      |
| 3      | Portogallo | 0   | 1       | 0      | 1      |
| Totale | Totale     | 2   | 2       | 2      | 4      |